# Ƿ

Stora och lilla wynn.

Ƿ (gemenform: ƿ), wynn, wen är en bokstav i det fornengelska och medelengelska alfabetet och kommer från en anglosaxisk runa med samma namn. Den användes för att representera ett /w/-ljud.
Den lånades in i fornengelskan för att ersätta digrafen <uu> som använts tidigare. I medelengelskan föll den gradvis ur bruk. Där ersattes den återigen av <uu> som med tiden kom att utvecklas till bokstaven <w>.
På grund av sin likhet med bokstaven p så ersätts ofta <ƿ> med <w> i nyare tryckta texter på fornengelska.